# Secrétaire du Cabinet chargé de l'Économie, du Travail équitable et de la Culture (Écosse)
La liste des ministres écossais de la Culture présente les ministres successifs des gouvernements écossais chargés de ce secteur.

## Liste des ministres
| Nom                                                                                 | Nom                                                      | Début du mandat                                          | Fin du mandat                                            | Gouvernement                                             |
| Ministre de l'Environnement, des Sports et de la Culture                            | Ministre de l'Environnement, des Sports et de la Culture | Ministre de l'Environnement, des Sports et de la Culture | Ministre de l'Environnement, des Sports et de la Culture | Ministre de l'Environnement, des Sports et de la Culture |
| ----------------------------------------------------------------------------------- | -------------------------------------------------------- | -------------------------------------------------------- | -------------------------------------------------------- | -------------------------------------------------------- |
|                                                                                     | Sam Galbraith                                            | 27 octobre 2000                                          | 22 novembre 2001                                         | McLeish                                                  |
| Ministre de la Culture et des Sports                                                |                                                          |                                                          |                                                          |                                                          |
|                                                                                     | Mike Watson                                              | 22 novembre 2001                                         | 27 mars 2003                                             | McConnell I                                              |
| Ministre du Tourisme, de la Culture et des Sports                                   |                                                          |                                                          |                                                          |                                                          |
|                                                                                     | Frank McAveety                                           | 20 mai 2003                                              | 4 octobre 2004                                           | McConnell II                                             |
|                                                                                     | Patricia Ferguson                                        | 4 octobre 2004                                           | 16 mai 2007                                              | McConnell II                                             |
|                                                                                     | Poste supprimé                                           | 17 mai 2007                                              | 19 mai 2011                                              | Salmond I                                                |
| Secrétaire du Cabinet chargé de la Culture et des Affaires extérieures              |                                                          |                                                          |                                                          |                                                          |
|                                                                                     | Fiona Hyslop                                             | 19 mai 2011                                              | 21 novembre 2014                                         | Salmond II                                               |
| Secrétaire du Cabinet chargé de la Culture, de l'Europe et des Affaires extérieures |                                                          |                                                          |                                                          |                                                          |
|                                                                                     | Fiona Hyslop                                             | 21 novembre 2014                                         | 18 mai 2016                                              | Sturgeon I                                               |
| Secrétaire du Cabinet chargé de la Culture, du Tourisme et des Affaires extérieures |                                                          |                                                          |                                                          |                                                          |
|                                                                                     | Fiona Hyslop                                             | 18 mai 2016                                              | 17 février 2020                                          | Sturgeon II                                              |
| Secrétaire du Cabinet chargé de l'Économie, du Travail équitable et de la Culture   |                                                          |                                                          |                                                          |                                                          |
|                                                                                     | Fiona Hyslop                                             | 17 février 2020                                          | 20 mai 2021                                              | Sturgeon II                                              |